# Sphecozone rostrata
Sphecozone rostrata är en spindelart som beskrevs av Alfred Frank Millidge 1991. Sphecozone rostrata ingår i släktet Sphecozone och familjen täckvävarspindlar. Inga underarter finns listade i Catalogue of Life.